# کوریدوراس شش‌پرتو
کوریدوراس شش پرتو (نام علمی: Corydoras pauciradiatus) یا کوریدوراس کاذب یک ماهی آب شیرین مناطق گرمسیری است که از زیر خانواده کوریدوراس‌ها و از خانواده گربه‌ماهیان زره‌دار است. زیستگاه اصلی آن آبهای داخلی آمریکای جنوبی و حوضه رودخانه آراگوآیا در برزیل است.
طول این ماهی به ۲٫۹ سانتیمتر (۱٫۱ اینچ) می‌رسد. در آب و هوای گرمسیری در آب با پی‌اچ ۶٫۰ تا ۷٫۲، سختی ۱۲ و محدوده دمایی ۲۲ تا ۲۵ درجه سانتیگراد زندگی می‌کند. این کوریدوراس از کرم‌ها، سخت پوستان کف بستر، حشرات و مواد گیاهی تغذیه می‌کند. در پوشش گیاهی متراکم تخمگذاری می‌کند و نر و ماده بالغ از تخم‌ها محافظت نمی‌کنند.
کوریدوراس‌های شش پرتو از اهمیت تجاری در صنعت تجارت آکواریوم برخوردار هستند.